# Ludwig Abel (Musiker)
Ludwig Abel (auch: Louis Abel) (* 14. Januar 1835 in Eckartsberga, Thüringen; † 13. August 1895 in Pasing bei München) war ein deutscher Violinist, Violinpädagoge und Komponist.

## Leben und Wirken
Ludwig Abels Vater war Schneider von Beruf. Er selbst erhielt schon in seiner Kindheit Violinunterricht. Mit 14 Jahren wurde Ludwig Abel Vollwaise und musste selbst für seinen Lebensunterhalt sorgen. Er kam zunächst nach Leipzig. Hier erhielt er am Leipziger Konservatorium Unterricht bei Ferdinand David. Er spielte im Gewandhausorchester und wechselte 1853 an die von Hippolyte Chelard und Franz Liszt geleitete Hofkapelle zu Weimar. Liszt erkannte Abels Talent und förderte ihn, so gut er konnte. Nach einem kurzen Aufenthalt in Straßburg ging er 1857 als Konzertmeister und Primgeiger nach Basel. Hier lernte er Johannes Brahms und Hans von Bülow kennen. Ab 1860 unterrichtete er an der von der Gemeinnützigen Gesellschaft begründeten Violinschule. Am 5. August 1862 heiratete er Berta Kirsch aus Basel. Im Herbst 1866 gab er seine Stellen auf. Mit von Bülow zusammen spielte Abel Kammermusik. So spielten sie bei einer Kammermusik-Soiree am 26. März 1867 gemeinsam mit dem Hornisten Hans Richter das Horntrio op. 40 von Brahms.
Auf Anregung des bayerischen Hofkapellmeisters von Bülow ging Abel 1867 als Konzertmeister des Hoforchesters nach München. Von Bülow war Leiter der 1867 neu gegründeten königlichen Musikschule, der späteren Akademie für Musik, an der Abel von Beginn an Lehrer für Violine wurde. 1878 wurde er hier Inspektor für Gesang und für die Orchesterklasse sowie 1880 Professor für Violine und Partiturspiel. 1868/69 trat er in den Mozartmatineen und Soireen mit Hans von Bülow und Josef Werner auf, in den 70er Jahren auch mit Hans Bussmeyer. Seine Versuche als Solist in den Konzerten der Musikalischen Akademie waren nur bei den Concerti grossi von Händel erfolgreich. Den Anforderungen der Violinkonzerte von Mendelsohn und Beethoven in den Jahren 1868 und 1872 konnte er nach Meinung einiger Kritiker nicht genügen. Die Uraufführung seines eigenen Violinkonzertes 1876 geriet zum „Fiasco“ und bedeutete das Ende seiner solistischen Auftritte. Mehr Erfolg hatte er als Dirigent von Gastkonzerten berühmter Solisten, z. B. von Ole Bull 1876, Sarasate 1882 und Leopold Auer 1893.  Er leitete das Orchester der Akademie der Tonkunst unter anderem bei den regelmäßig stattfindenden Abonnementkonzerten und dirigierte Aufführungen des Hoforchesters.
Im Januar 1885 erhielt er die Ludwigsmedaille als Anerkennung für seine Arbeit als Violinpädagoge und als Verfasser von Violinlehrwerken verliehen. Zum Jahreswechsel 1885/86 wurde ihm das Ritterkreuz I. Klasse des Verdienstordens vom Heiligen Michael verliehen. Seine Kenntnisse im Geigenbau machten ihn zu einem geschätzten Gutachter für Violinen, der von Instrumentenhändlern aus Deutschland, Italien, Österreich und der Schweiz konsultiert wurde. So wurde er vor Gericht zur Ermittlung der Echtheit alter Violinen herangezogen. Im Winter 1892/93 weilte er aus gesundheitlichen Gründen in Italien. Am 1. April 1894 trat er nach siebenundzwanzig Jahren von seiner Tätigkeit als Konzertmeister des Hoforchesters zurück. Ab dem 15. Juni 1895 ruhte seine Tätigkeit an der Akademie aus gesundheitlichen Gründen. Ludwig Abel starb am 13. August 1895 morgens um 2.15 Uhr in seiner Villa in Neupasing an einem schweren Magenleiden.
Abel hatte mit seiner Frau Berta vier Kinder. Der älteste Sohn Ludwig Abel war seit 1894 Professor für semitische Philologie (orientalische Sprachen) an der Universität Erlangen. Carl Abel war als Ingenieur beim Bau von Wasserleitungen in Ägypten tätig. Seine älteste Tochter Antonie heiratete den Komponisten und Musikpädagogen Walter Petzet (1866–1941) und ging mit diesem nach Nordamerika, wo er Direktor des Manning-College in Minneapolis wurde. Die jüngere Tochter Viktoria lebte bei seinem Tod noch im Elternhaus in Neupasing.
Seine Asche wurde in Gotha begraben.
Der US-amerikanische Organist und Dirigent Wallace Goodrich (1871–1952) und der US-amerikanische Komponist Horatio Parker waren unter seinen Schülern im Fach Orchesterleitung. Auch der Geiger und Dirigent Heinrich Klingenfeld (* 1856) und die Geiger Carl Alexander Johannes Miersch (* 1865) und Max Hieber (1852–1914) waren Schüler Abels.

## Rezeption
Die Allgemeine Zeitung aus München widmete im Feuilleton ihrer Ausgabe vom 16. August 1895 einen ausführlichen Artikel dem gerade verstorbenen Musiker. Er wurde als „einer der hervorragendsten Musiker Münchens“ bezeichnet, als „mit seltenen Geistes- und Herzensgaben bedachter Mensch, als beliebtester und verehrtester Meister der königlichen Akademie der Tonkunst“.

## Werke
Ludwig Abel schrieb außer einem Violinkonzert eine Violinschule sowie Etüden und Duos für Violine.
- Ecole du mécanisme : Mechanische und technische Violin-Uebungen ; eine Folge von Einzel-Fingerübungen, grösseren in allen Tonarten und einem Anhang zur Ausbildung des Trillers. Selbstverlag, Basel, 1866 OCLC 916201592
- Studienwerk für Violine allein : 85 Studien älterer Meister deutscher, französischer und italienischer Schule ; in systematischer Reihenfolge von der Mittelstufe bis zur vollendeten Konzertvirtuosität. Steingräber, Leipzig, Band 1, OCLC 916411407 Band 2,  OCLC 916411992
- 25 Violin Etuden mit einer begleitenden Violinstimme für vorgeschrittene Spieler : mit besonderer Rücksicht auf solche technische u. rhythmische Schwierigkeiten, wie neuere Orchesterwerke sie darbieten, und denen grossentheils mit Unrecht sehr gern das Prädikat "unpraktisch" beigelegt wird. Falter, München, 1871 OCLC 916036880
- 30 Violin-Etüden mittlerer Schwierigkeit als Vorstudien zu den 25 Etüden. André, Offenbach, 1876 OCLC 916201496
- 6 grosse Etuden : für Violine allein, nach Motiven aus R. Wagner's Holländer und Tannhäuser. A. Fürstner, Berlin. OCLC 60621620 Etüde Nr. 1 bis 3 über Der fliegende Hölländer; Etüde Nr. 4 bis Nr. 6 über Tannhäuser
- Vierundzwanzig kleine Violin-Etuden in der 1sten. Lage ... Op. 10, Leipzig, R. Forberg, 1886 OCLC 497022037
- Gebrochene Accorde und Arpeggien in allen Tonarten für die Violine allein ... Op. 11, Leipzig, R. Forberg, 1888 OCLC 497022022
- Pierre Rode: 24 Capricen für Solovioline op. 22. Zweite Violinstimme von Ludwig Abel erstellt.[18][19] OCLC 497230471